# Sophronisca nigra
Sophronisca nigra là một loài bọ cánh cứng trong họ Cerambycidae.